# Liste der Kulturdenkmäler in Kriegsfeld
In der Liste der Kulturdenkmäler in Kriegsfeld sind alle Kulturdenkmäler der rheinland-pfälzischen Ortsgemeinde Kriegsfeld aufgeführt. Grundlage ist die Denkmalliste des Landes Rheinland-Pfalz (Stand: 27. November 2018).

## Denkmalzonen
| Bezeichnung          | Lage | Baujahr                 | Beschreibung | Bild            |
| -------------------- | --- | ----------------------- | --- | --------------- |
| Denkmalzone Ortskern | Obergasse 1–7 und 2–6, Untergasse 2–14, 24, Hintergasse 1, 2, 6, 10, 11, 13, Viermorgen 2, Weidgenweg 1 Lage | 18. und 19. Jahrhundert | geschlossene historische Bebauung des 18. und 19. Jahrhunderts mit unterschiedlichen Haus- und Hofformen; besonders bedeutend zahlreiche stattliche Spätbarockbauten der ersten Hälfte des 18. Jahrhunderts | Fotos hochladen |

## Einzeldenkmäler
| Bezeichnung                          | Lage                                  | Baujahr                           | Beschreibung | Bild                                    |
| ------------------------------------ | ------------------------------------- | --------------------------------- | --- | --------------------------------------- |
| Wohnhaus                             | Hintergasse 2 Lage                    | 1767                              | spätbarockes Wohnhaus, teilweise Fachwerk (verputzt), bezeichnet 1767, Toranlage bezeichnet 1748 und 1791 | BW                                      |
| Wohnhaus                             | Hintergasse 8 Lage                    | 1731                              | Wohnhaus mit ehemaliger Bäckerei, stattlicher Bau, teilweise Fachwerk (verputzt), teilweise verschiefert, bezeichnet 1731, Nebengebäude mit Backstube                                                                   | BW                                      |
| Katholische Pfarrkirche St. Matthäus | Hübelstraße 1 Lage                    | 1935/36                           | romanisierender Saalbau, 1935/36, Architekten Albert Boßlet, Würzburg/Landau und Karl Lochner, Ludwigshafen; straßen- und ortsbildprägend                                                                               | weitere Bilder Fotos hochladen          |
| Katholisches Pfarrhaus               | Hübelstraße 3 Lage                    | 1893/94                           | zweieinhalbgeschossiger gründerzeitlicher Sandsteinquaderbau, bezeichnet 1897, 1893/94, Architekt Jacob Hoerner, Kirchheimbolanden                                                                                      | BW                                      |
| Alte katholische Kirche              | Hübelstraße 10 Lage                   | 1787                              | ehemalige katholische Pfarrkirche St. Matthäus, jetzt Gemeindesaal; spätbarocker Saalbau, bezeichnet 1787, Dachreiter um 1826; ortsbildprägend                                                                          | Fotos hochladen                         |
| Brunnen                              | Hübelstraße, bei Nr. 22 Lage          |                                   | ehemaliger Ziehbrunnen; barocker Dorfbrunnen, bezeichnet 1748 | BW                                      |
| Wohnhaus                             | Obergasse 2 Lage                      | 1783                              | spätbarockes Wohnhaus, teilweise Fachwerk (verputzt), bezeichnet 1783; straßenbildprägend | BW                                      |
| Portal                               | Obergasse, an Nr. 3 Lage              | 1813                              | Oberlichtportal, nachbarockes Gewände, bezeichnet 1813, klassizistisches Türblatt | BW                                      |
| Protestantisches Gemeindehaus        | Obergasse 8/10 Lage                   | 1829/30                           | ehemaliges Schulhaus; spätklassizistischer Putzbau, 1829/30, Architekt Baumeister Sommerrock, Kaiserslautern | BW                                      |
| Protestantische Pfarrkirche          | Obergasse, neben Nr. 8/10 Lage        | frühes 12. Jahrhundert            | romanischer Ostchorturm, wohl aus dem frühen 12. Jahrhundert, barocker Saalbau, bezeichnet 1722, Architekt Heinrich Christoff Hartz; Stumm-Orgel von 1791; ortsbildprägend                                              | Fotos hochladen                         |
| Kriegerdenkmal                       | Oberwieser Straße Lage                | 1892                              | Kriegerdenkmal 1870/71 und 1914/18, adlerbekrönter Obelisk, 1892 von Heinrich Schuler, Kirchheimbolanden, Erweiterung mit Gedenkstein nach 1920                                                                         | BW                                      |
| Forsthaus                            | Untergasse 2 Lage                     | 1724                              | ehemaliges Forsthaus; anspruchsvoller spätbarocker Krüppelwalmdachbau, 1724 | BW                                      |
| Wohnhaus                             | Untergasse 30 Lage                    | erste Hälfte des 18. Jahrhunderts | spätbarockes Wohnhaus, teilweise Fachwerk (teilweise verputzt), erste Hälfte des 18. Jahrhunderts | BW                                      |
| Brunnen                              | Weidgenweg, zwischen Nr. 7 und 9 Lage | 1741                              | barocker Ziehbrunnen, bezeichnet 1741 | BW                                      |
| Wegekreuz                            | Weidgenweg Lage                       | 1776                              | prächtiges Wegekreuz; altarförmiger spätbarocker Unterbau, Kruzifix auf Schweifsockel, bezeichnet 1776, renoviert 1827                                                                                                  | Fotos hochladen                         |
| Schniftenbergermühle                 | Schniftenbergerhof, ohne Nummer Lage  | um 1600                           | Mühlenanwesen, im Kern wohl um 1600; Wohnhaus, teilweise Fachwerk, eingeschossiges ehemaliges Mühlengebäude, teilweise Fachwerk, teilweise mit technischer Ausstattung; Scheune bezeichnet 1866; landschaftsbildprägend | BW                                      |
| Portal                               | Schniftenbergerhof, an Nr. 3          | 1715                              | barockes Portal, bezeichnet 1715 | Direkt Bild zu diesem Denkmal hochladen |